# Bathyleberis
Bathyleberis is een geslacht van kreeftachtigen uit de klasse van de Ostracoda (mosselkreeftjes).

## Soorten
- Bathyleberis babax Kornicker in Kornicker & Poore, 1996
- Bathyleberis beringensis Kornicker, 1988
- Bathyleberis garthi Baker, 1979
- Bathyleberis grossmani Kornicker, 1975
- Bathyleberis hancocki Baker, 1979
- Bathyleberis kurilensis (Chavtur, 1978) Chavtur, 1983
- Bathyleberis monothrix Kornicker, 1975
- Bathyleberis oculata Kornicker, 1975
- Bathyleberis thrix Kornicker, 1988
- Bathyleberis toxotes Kornicker, 1986